# مهند آل سعد
مهند آل سعد لاعب كرة قدم سعودي، يلعب كمهاجم في نادي نيوم.

## بدايه في النادي الاهلي ثم نادي الاتفاق وانتقل نادي نيوم واعير الي نادي دونكيرك في عام 2024
بدأ في نادي الاتفاق واعير إلى نادي دونكيرك في عام 2024.